# Harveya pauciflora
Harveya pauciflora är en snyltrotsväxtart som först beskrevs av George Bentham, och fick sitt nu gällande namn av William Philip Hiern. Harveya pauciflora ingår i släktet Harveya och familjen snyltrotsväxter. Inga underarter finns listade i Catalogue of Life.

## Bildgalleri

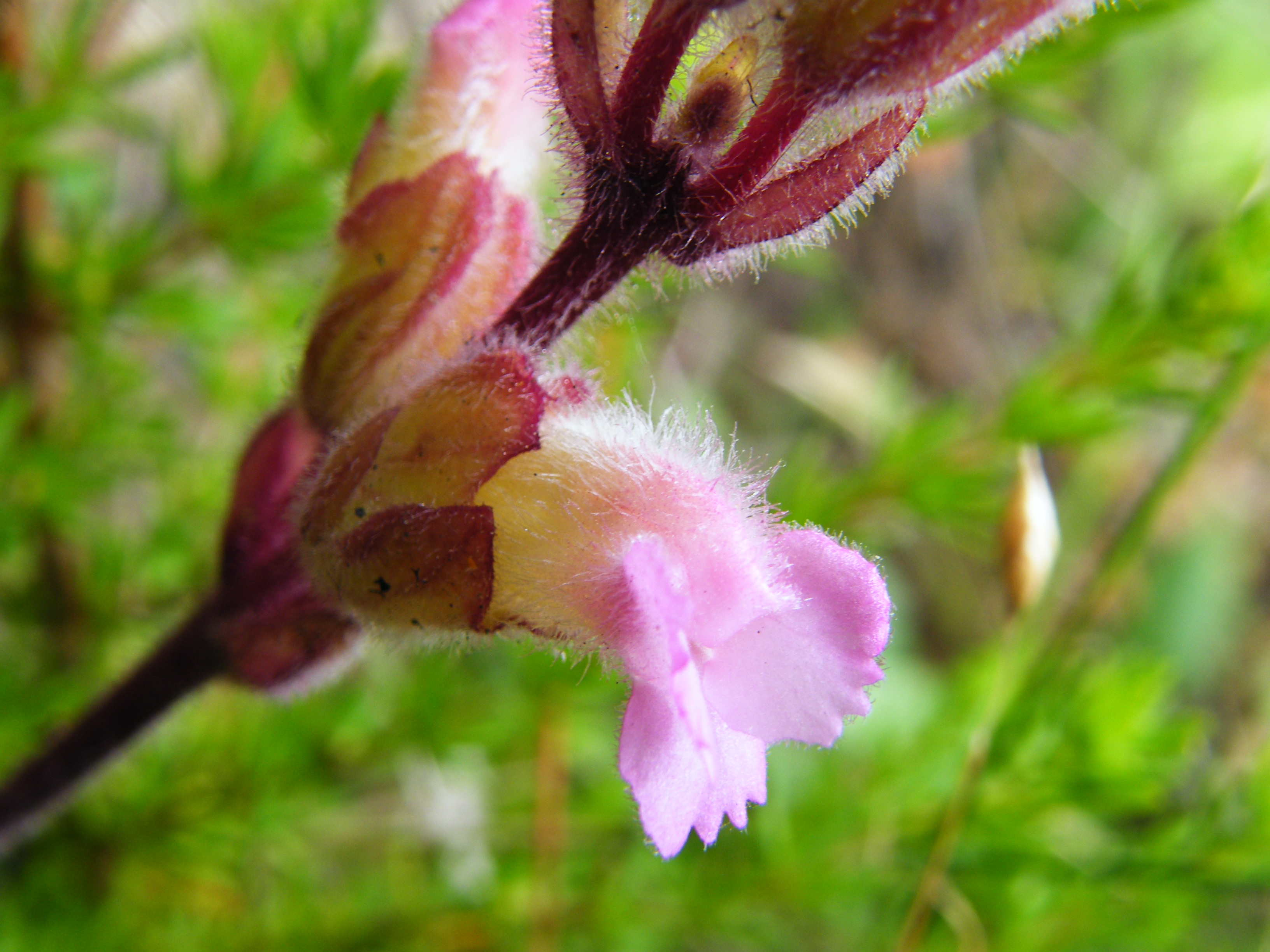
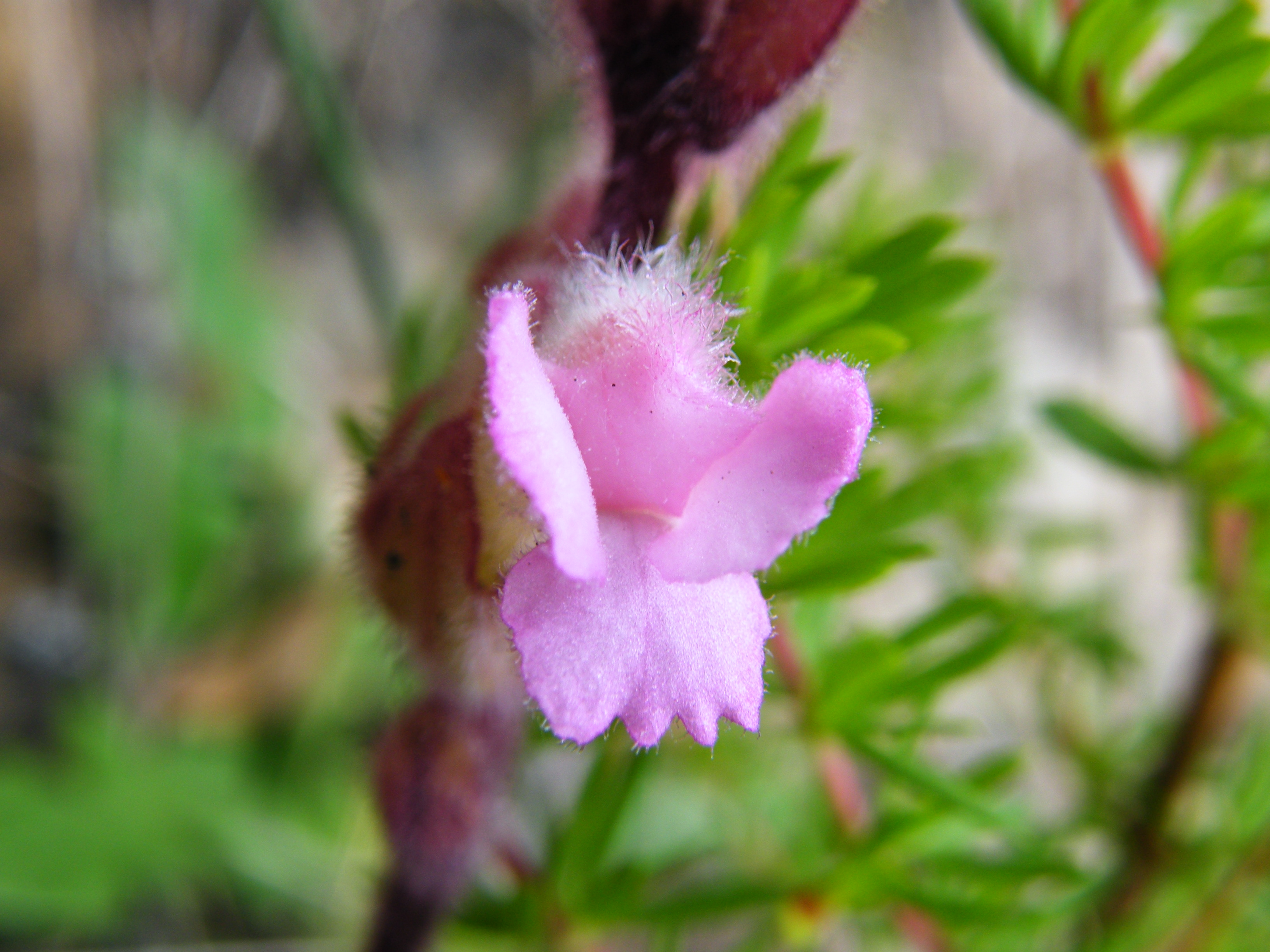
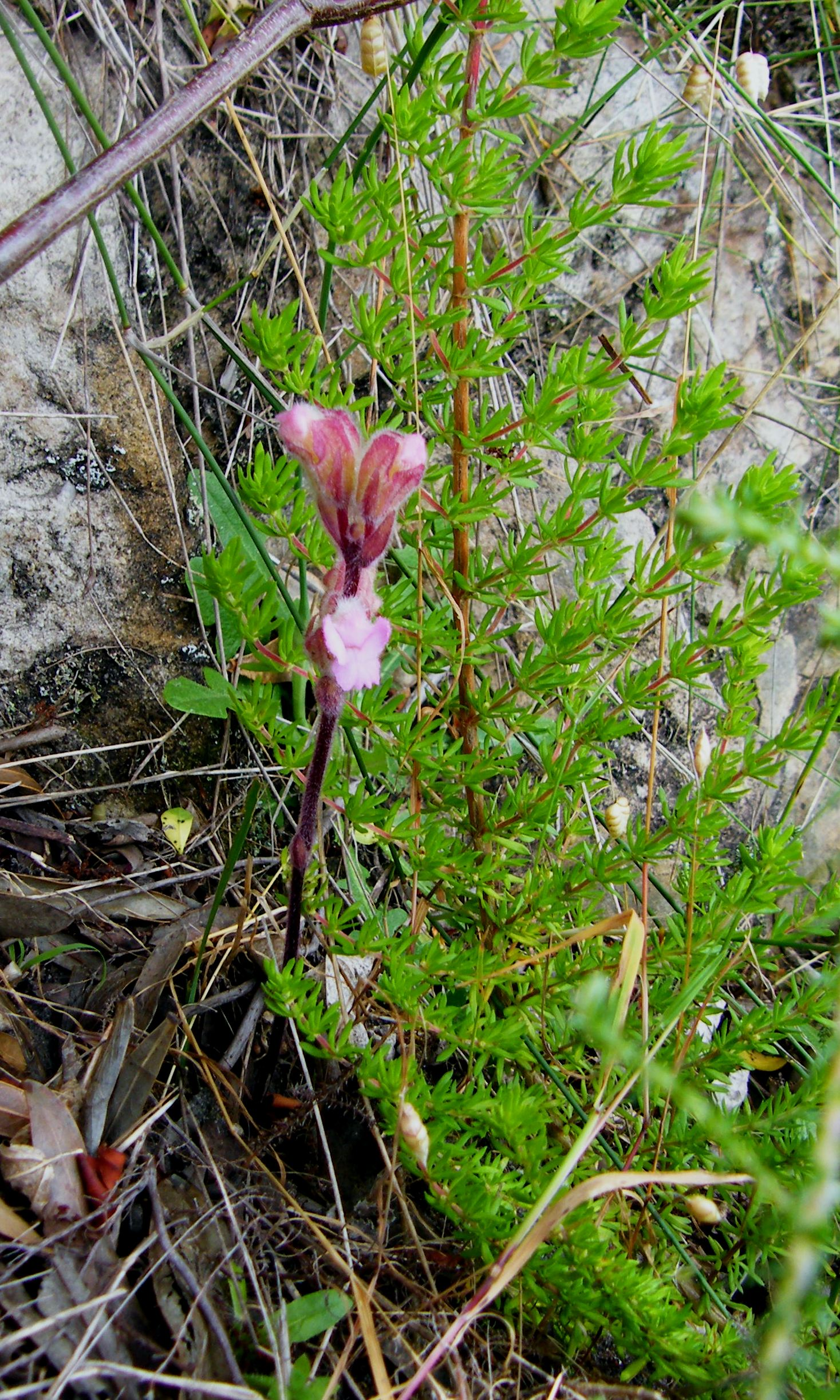